# 音戯の譜〜CHRONICLE〜
音戯の譜～CHRONICLE～（おとぎのうた クロニクル）は、サンエックスと日本コロムビアによるキャラクターコンテンツ。略称は「オトクロ」。

## 概要
2017年10月18日に公式サイトと公式Twitterがプレオープンし、2017年11月1日にプロジェクトが始動。キャラクターデザインをサンエックスが、楽曲を日本コロムビアがそれぞれ製作している。おとぎ話をモチーフにしたキャラクターと音楽を融合したストーリーが展開され、8組のユニットが存在。通常は人間の姿をしているが、ダメージを受けるとミュートという小さな姿に変わってしまう。
2020年12月24日に再始動として新キャラクター朔爺のシルエットが発表された。
2021年2月16日から2022年8月16日にかけてコミックNewtypeにてコミカライズ版が連載された。作画はパネグマが担当。

## キャラクター

### Momotroop（モモトループ）
桃太郎をモチーフとした幼なじみ同士の4人組ユニット。
鬼退治して故郷を守るため終止符（おしまい）を求めている。
音楽ジャンルはミクスチャーロック。
モモセ〈Vo.＆Gt.〉
声 - 仲村宗悟

トリサワ〈Gt.〉
声 - 山中真尋

イヌタケ〈Ba.〉
声 - 熊谷健太郎

サルハシ〈Dr.〉
声 - 鈴木崚汰

### BLASSKAIZ（ブラスカイズ）
青ひげをモチーフとした2人組ユニット。
城を美で満たし、理想の女神を手に入れるため終止符（おしまい）を求めている。
音楽ジャンルはシンフォニック・ロック。
ディースバッハ男爵〈Vo.〉
声 - 深町寿成

レネ・ユンカー〈Vn.〉
声 - ランズベリー・アーサー

### 無色の空と嗤う糸（むしょくのそらとわらういと）
蜘蛛の糸をモチーフとした3人組ユニット。
静寂を願い世界から雑音を消すため終止符（おしまい）を求めている。
音楽ジャンルはラウドロック。
ノノ〈Vo.＆Ba.〉
声 - 橋本晃太朗

カン〈Gt.〉
声 - 沢城千春

クモオ〈Dr.〉
声 - 山下誠一郎

### Bremüsik（ブレームジーク）
ブレーメンの音楽隊をモチーフとした4人組ユニット。
世界中の悲しんでいる人に笑顔と希望を届けるため終止符（おしまい）を求めている。
音楽ジャンルはパレードポップ・ミュージック。
カッツェ・トロイメライ〈Vo.〉
声 - 天﨑滉平

フォーゲル・コンツェルト〈Gt.〉
声 - 野上翔

エーゼル・ナハトムジーク〈Ba.〉
声 - 笠間淳

ヤークトフント・シンフォニエ〈Dr.〉
声 - 渡辺紘

### Alice×Toxic（アリストキシック）
不思議の国のアリスをモチーフとした4人組ユニット。不思議な森の病院が住処。
息苦しい世界を治療しワンダーランドにするため終止符（おしまい）を求めている。
音楽ジャンルはピコピコサウンドを基調としたポップ・ミュージック。
アリスティア〈Vo.〉
声 - 徳留慎乃佑

バギィ☆クロウ〈Ba.〉
声 - 永塚拓馬

スニックスニッカ〈Key.〉
声 - 寺島惇太

ムゥムゥ〈Cmp.〉
声 - 駒田航

### セツダン倶楽部（せつだんくらぶ）
舌切り雀をモチーフとした3人組ユニット。雀のお宿で働く。
舌を切られた姉雀の仇を討つため終止符（おしまい）を求めている。
音楽ジャンルは「前衛的呪詛レトロック」を謳ったロック・ミュージック。
夜雀（よすずめ）〈Vo.〉
声 - 土田玲央

小葛籠（こつづら）〈Gt.〉
声 - 中島ヨシキ

大葛籠（おおつづら）〈Ba.〉
声 - 濱健人

### 一寸法師（いっすんぼうし）
一寸法師をモチーフにした譜人。
ひとりにならないよう皆を友達にするため終止符（おしまい）を求めている。
音楽ジャンルはダブステップなどダンス・ミュージック。
一寸法師（いっすんぼうし）〈DJ〉
声 - 石谷春貴

### 花神翁（かしんのおきな）
花咲か爺をモチーフとした譜人。
すでに終止符（おしまい）を手に入れており、ビラをばらまいて他の譜人達に対盤を呼び掛けた張本人。
音楽ジャンルはテクノポップ。
朔爺（さくや）〈Vo.〉
声 - 梅原裕一郎

公式Twitterにて2020年12月24日にシルエットが公開され、2021年1月14日に新キャラクターとして姿が解禁された。また、同時に担当声優も発表された。

## ミュージックビデオ
| ユニット名       | 曲名                                 |
| ---------------- | ------------------------------------ |
| Momotroop        | 「Liberty」                          |
| BLASSKAIZ        | 「Rosen Melodie ～蒼い薔薇の旋律～」 |
| 無色の空と嗤う糸 | 「堕ちゆく蓮の花びら輪廻を見つめて」 |
| Bremüsik         | 「Blinzen Parade」                   |
| Alice×Toxic      | 「HaPpY uNBirThDAy♠」                |
| セツダン倶楽部   | 「朱殷ノ獄門」                       |
| 一寸法師         | 「独法師」                           |

## キャラクターグッズ
2018年3月に、サンエックスネットショップ限定で第一弾のキャラクターグッズが販売されたが、ものの数分で完売。
2019年3月26日に、シングルCDと同時にクリアファイル、アクリルキーホルダー、アクリルスタンド、缶バッジの全57種類のグッズが販売されることが発表された。

## その他
- アニメイト - アニメイト「オトクロ」応援店として全国各地のアニメイト店舗がイラストカードの配布キャンペーンなどを開催している[3]。